# 訪問部隊協議
訪問部隊協議是一个国家与外國簽訂的軍事協議。協議簽訂後，外國軍事部隊可以來到本国領土進行訪問。該協議最複雜的一方面就是東道國对来访部队的民事和刑事管辖权。